# メインストリート・ヴィークル
- ディズニーパーク > 東京ディズニーリゾート > 東京ディズニーランド
  - ワールドバザール > メインストリート・ヴィークル
  - 東京ディズニーランドのアトラクションの一覧 > メインストリート・ヴィークル
- ディズニーパーク > ディズニーランド・リゾート > ディズニーランド > メインストリート・ヴィークル
- ディズニーパーク > ウォルト・ディズニー・ワールド・リゾート > マジック・キングダム > メインストリート・ヴィークル
- ディズニーパーク > ディズニーランド・パリ > ディズニーランド・パーク > メインストリート・ヴィークル
- ディズニーパーク > 香港ディズニーランド・リゾート > 香港ディズニーランド > メインストリート・ヴィークル

メインストリート・ヴィークル（Main Street Vehicles）、もしくはオムニバス（Omnibus）は、ディズニーパークにあるアトラクションの一つ。

## このアトラクションが存在するパーク
- ディズニーランド（ディズニーランド・リゾート）
- マジック・キングダム（ウォルト・ディズニー・ワールド・リゾート）
- 東京ディズニーランド（東京ディズニーリゾート）
- ディズニーランド・パーク（ディズニーランド・パリ）
- 香港ディズニーランド（香港ディズニーランド・リゾート）

## 概要
メインストリートUSA内（東京ではワールドバザールのプラザ内）を走る乗り合い自動車。エリアが再現している時代設定と同じく、20世紀初頭アメリカに走っていた自動車、もしくは馬車をモチーフとしている。

## 各施設紹介

### 東京ディズニーランド
| オムニバス Omnibus | オムニバス Omnibus | オムニバス Omnibus                                   | オムニバス Omnibus                                   |
| ------------------ | ------------------ | ---------------------------------------------------- | ---------------------------------------------------- |
| オープン日         | オープン日         | 1983年4月15日 (東京ディズニーランドと同時にオープン) | 1983年4月15日 (東京ディズニーランドと同時にオープン) |
| スポンサー         | スポンサー         | なし                                                 | なし                                                 |
| 所要時間           | 所要時間           | 約6分                                                | 約6分                                                |
| 定員               | 定員               | 33名                                                 | 33名                                                 |
| 利用制限           |                    | なし                                                 | なし                                                 |
| ファストパス       | ファストパス       |                                                      | 対象外                                               |
| シングルライダー   | シングルライダー   |                                                      | 対象外                                               |

このアトラクションはプラザを2階建てバスで一周するというアトラクションである。バスは2台存在し、2台とも同じ形をしており、ワールドバザールの屋根と同じ深緑色をしている。乗り場はプラザの北東側（トゥモローランド側）にある。同じ乗り場に戻ってくるため、移動手段としては利用できない。車体の側面には東京ディズニーランドのアトラクションのポスターが描かれており、車内には東京ディズニーランドの各所の写真が飾られている。また、移動中は運転手がガイドとなり、東京ディズニーランドの詳しい解説をしてくれる。アトラクション名の"オムニバス"は「乗り合い自動車」という意味で（"バス"という言葉もこの"オムニバス"という言葉が由来。もともと"オムニバス"はラテン語で「すべての人のために」という意味）、20世紀はじめにニューヨークを走っていたバスをモチーフにしている。
このアトラクションは、パレードおよびショーが実施される時間は運行を中止し、バックステージへと帰っていく。
車体はアトラクションとして使われるほかに、パレードなどにも登場することがある。その場合は、中にディズニーキャラクターが乗っている。
2014年以降はイベントのパレードがない期間のみの運営となっている。
2017年3月18日からは、スペシャルイベント実施期間中も運営を行うように戻った。ワンス・アポン・ア・タイムの抽選が行われず、中央鑑賞エリアに椅子が設置されない状態が続いており、中央鑑賞エリアの横断が容易になったことが理由である。
なお、プラザとキャッスルフォアコートの間でパレードを鑑賞する際は、オムニバスの運行が終了するまで、予め定められた待機場所に並ぶ必要がある。